# Lepiota
Genre
Synonymes
- Agaricus sect. Lepiota Pers., 1797 (basionyme)

Lepiota est un genre de champignons basidiomycètes de la famille des Agaricaceae. Le terme français Lépiote a une définition plus large, lié à la tribu des Lepioteae dont fait partie le genre Lepiota. Cette tribu est caractérisée par une sporée blanche, des lames libres, un pied séparable du chapeau et la présence du voile partiel sous la forme d'anneau, d'armille et de flocons caulinaires,. 
Les espèces du genre Lepiota, quant à elles, sont principalement de petite taille et souvent fortement toxiques. Elles se reconnaissent à leur chapeau recouvert d'écailles ou de méchules brunes. Excepté la calotte centrale, il n'est jamais lisse mais il faut parfois utiliser la loupe pour voir apparaître un feutrage fin. Quelques rares exceptions à ces règles existent à l'instar de la Lépiote à base rouge au chapeau dépassant les 10 cm de diamètre et la Lépiote à pied roux au chapeau lisse. Certaines espèces peuvent se déterminer grâce à leur odeur caractéristique comme la Lépiote crêtée qui sent le caoutchouc, la Lépiote de Josserand à l'odeur fruitée agréable ou encore Lepiota ochracefulva au parfum aromatique,. 
Cependant, il est souvent nécessaire d'étudier le genre Lepiota au microscope afin de le déterminer avec certitude. Il se caractérise par ses spores qui se colorent en brun-rouge dans l'iode contrairement par exemple à celles de Macrolepiota qui se colorent en brun-violacé. Il est également définit par son pileus constitué d'un revêtement trichodermique ou hyménodermique. À l'intérieur de ce genre, les espèces se déterminent essentiellement grâce à l'ornementation de leurs spores. 
En 2021, ce genre comporte 565 espèces acceptées dont 75 en France.

Quelques espèces du genre Lepiota
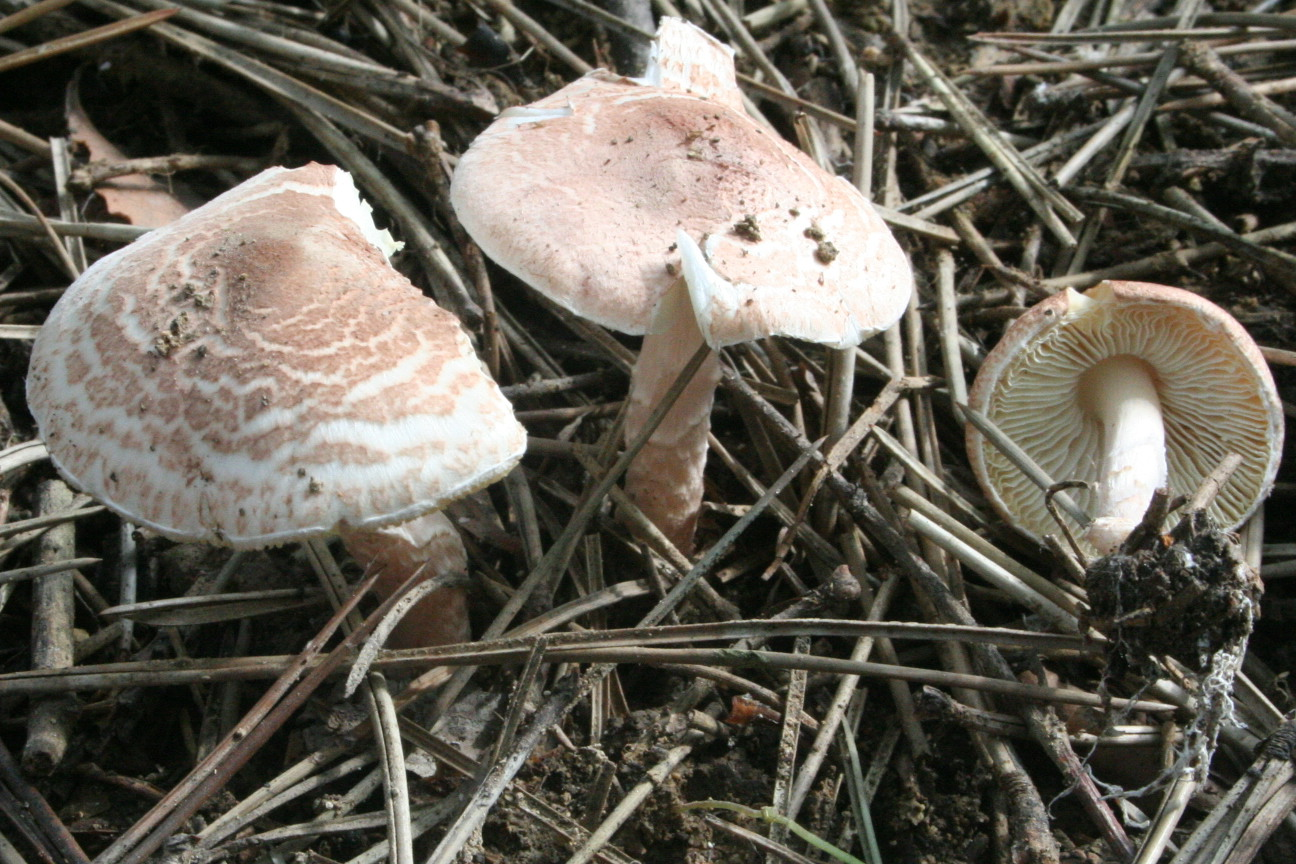
Lepiota brunneoincarnata
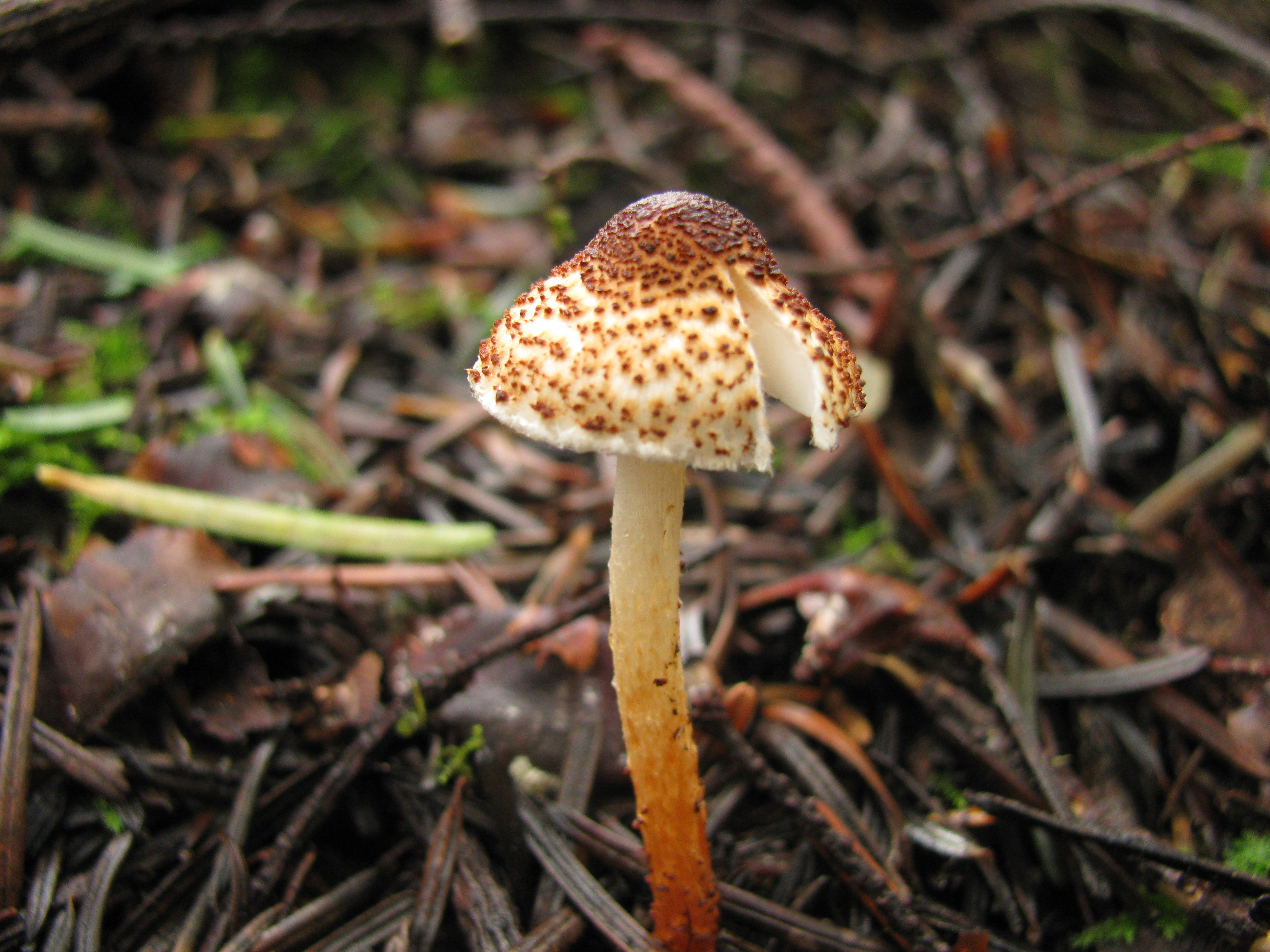
Lepiota castanea
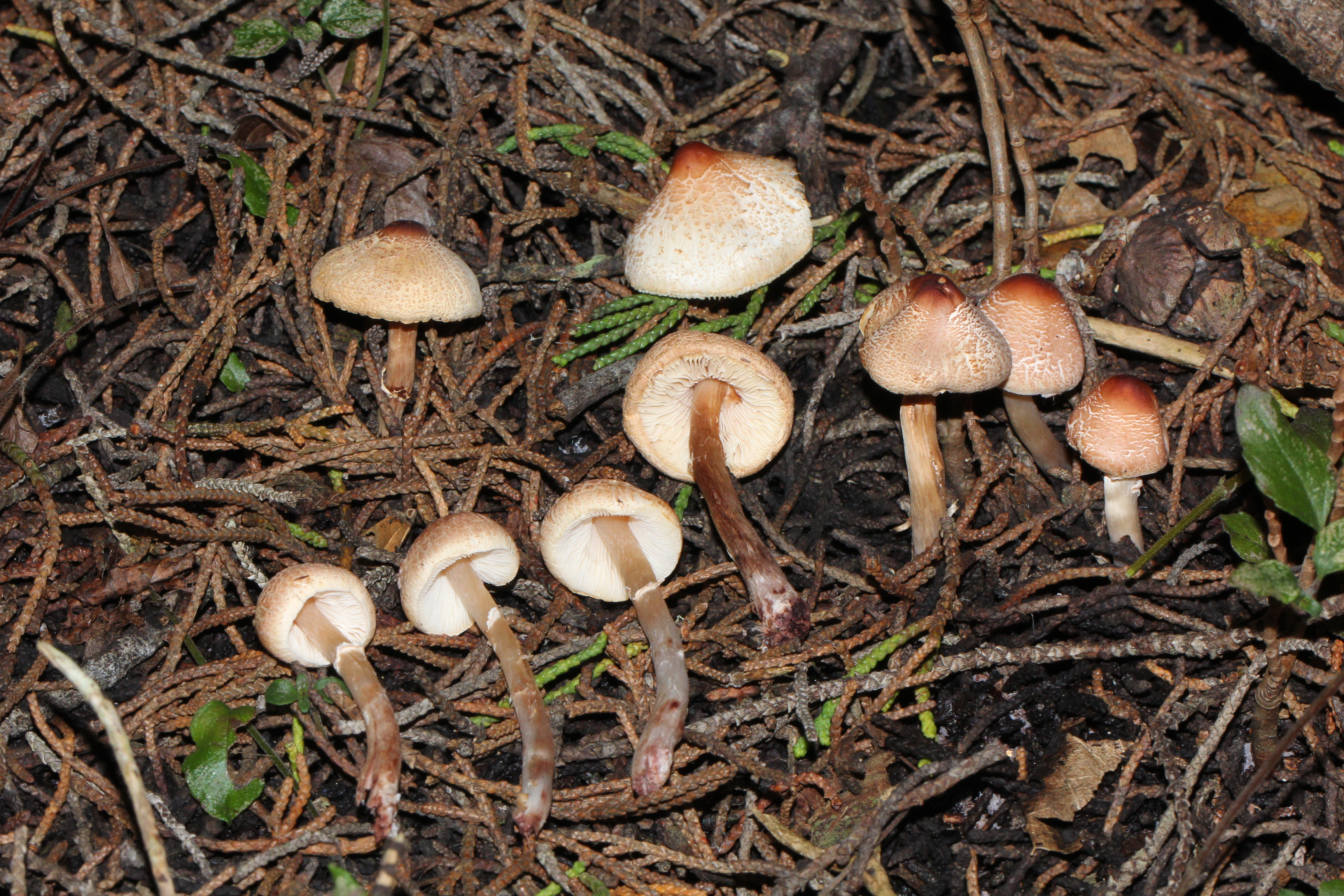
Lepiota castaneidisca
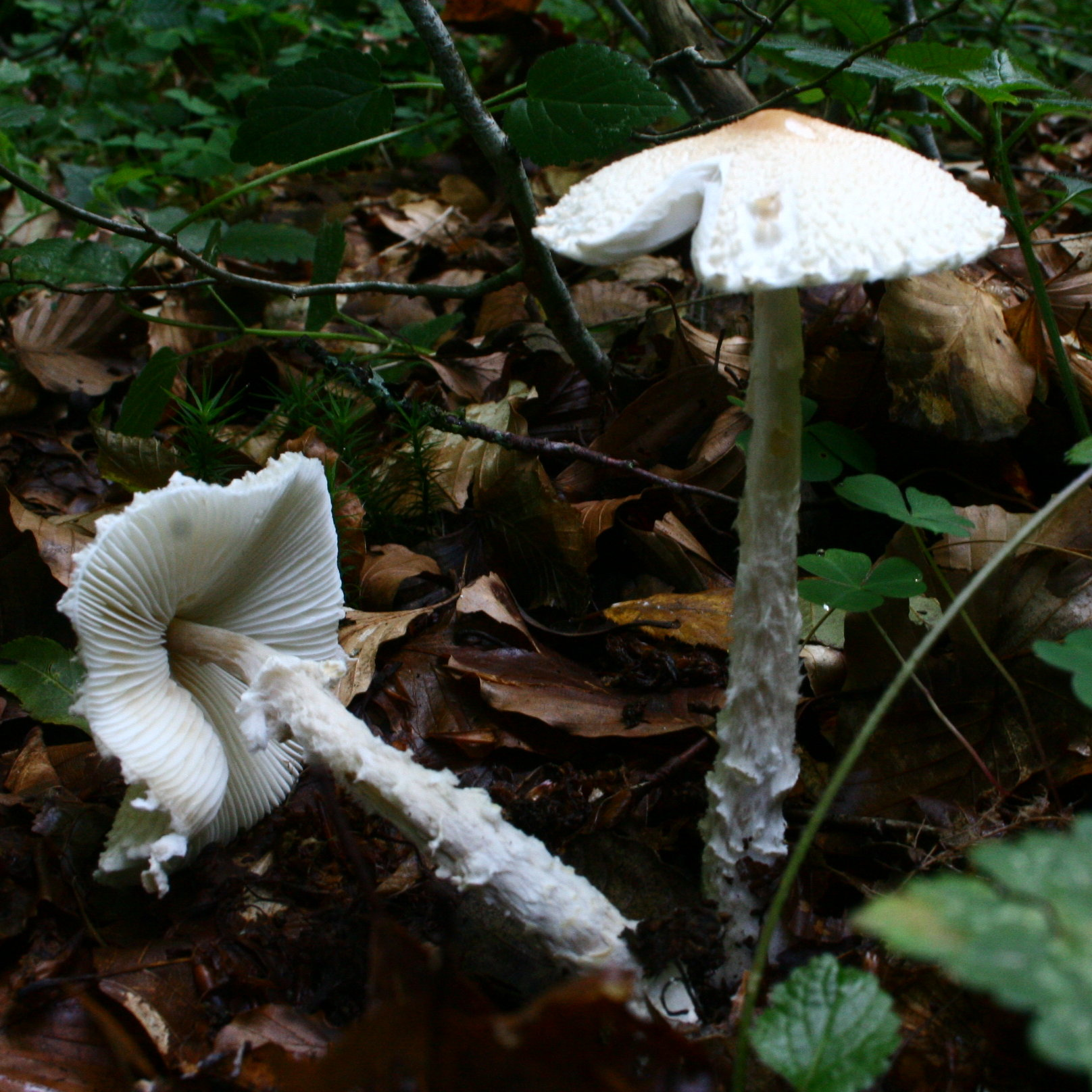
Lepiota clypeolaria
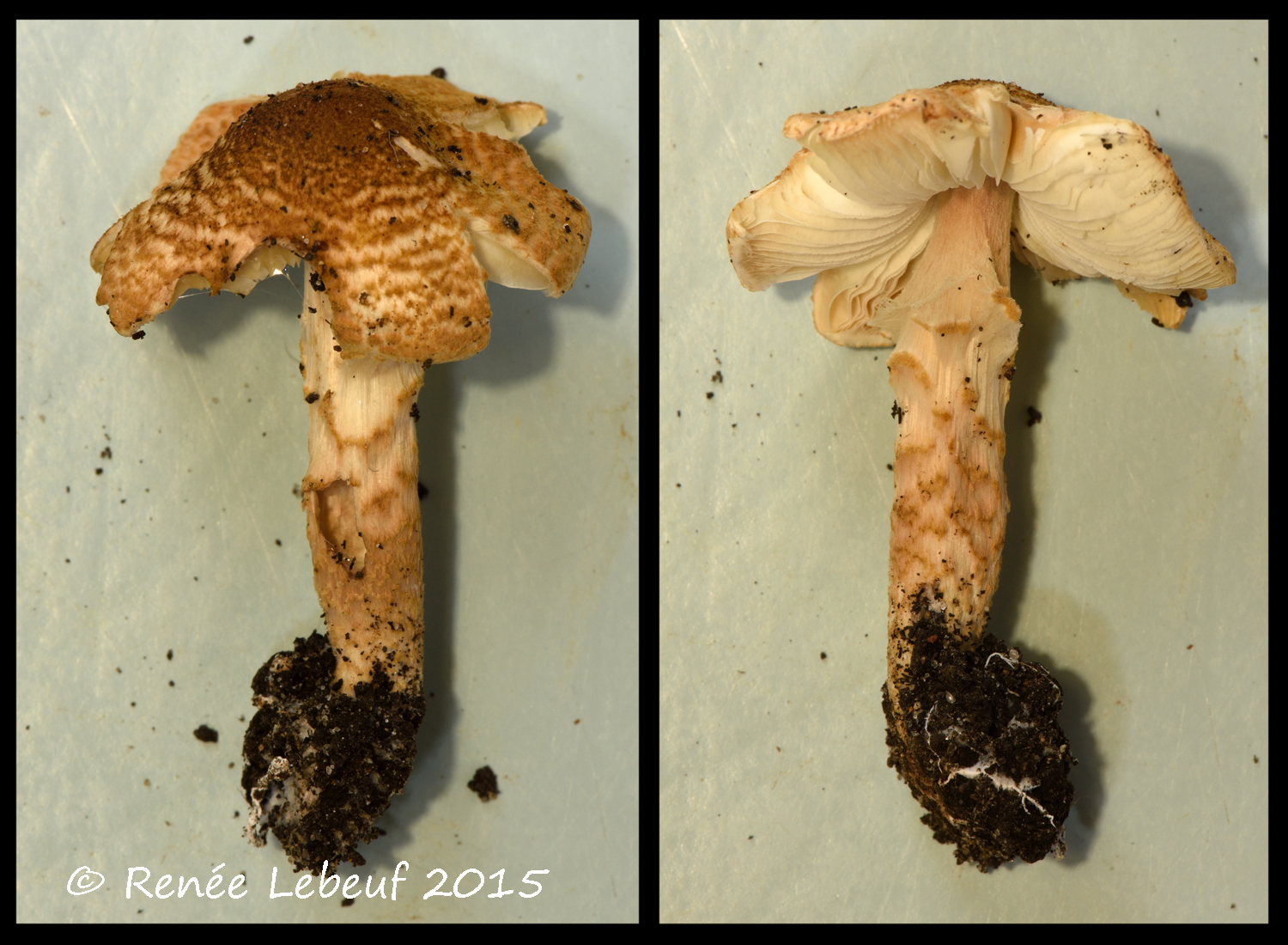
Lepiota helveola
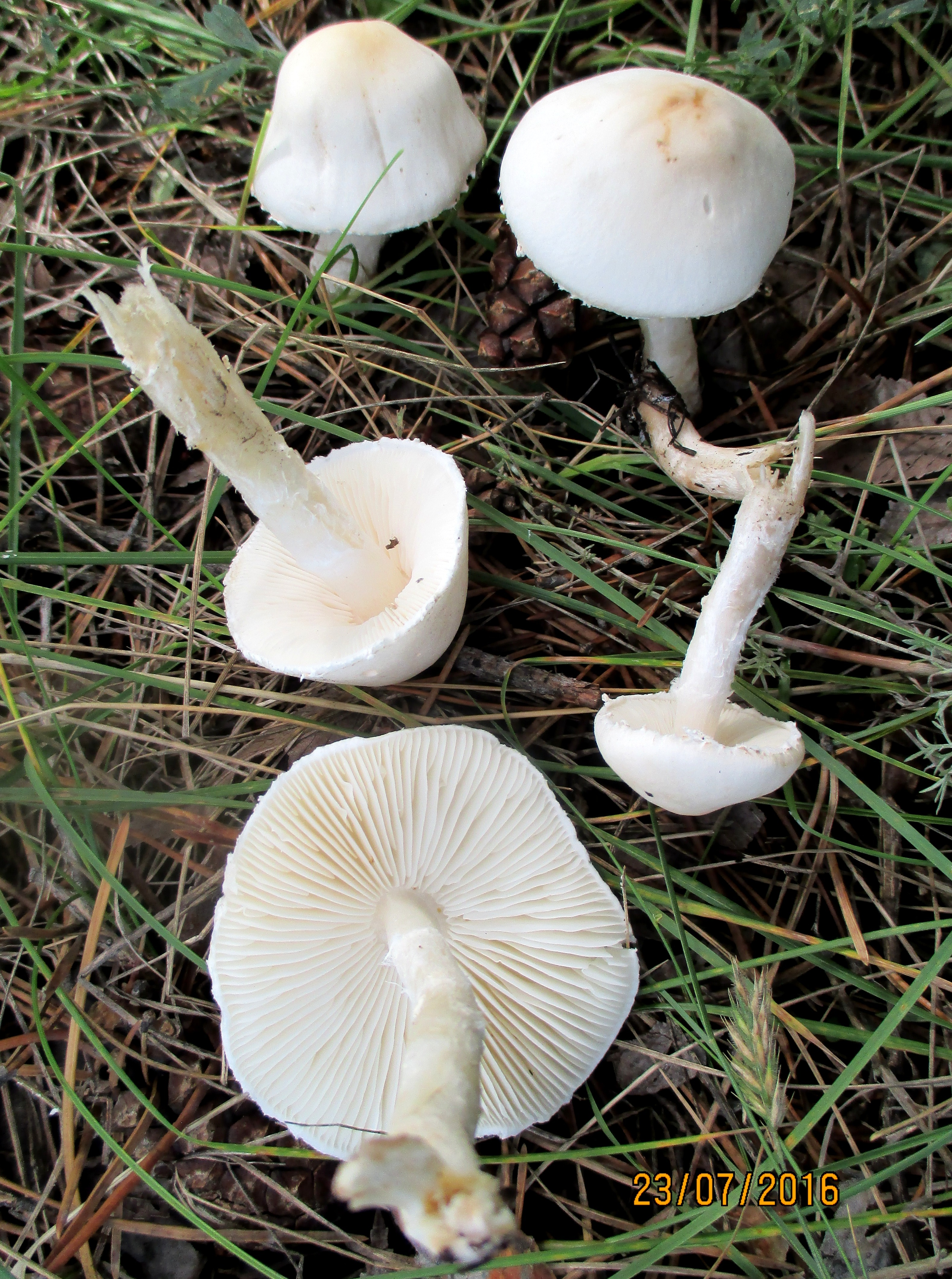
Lepiota erminea
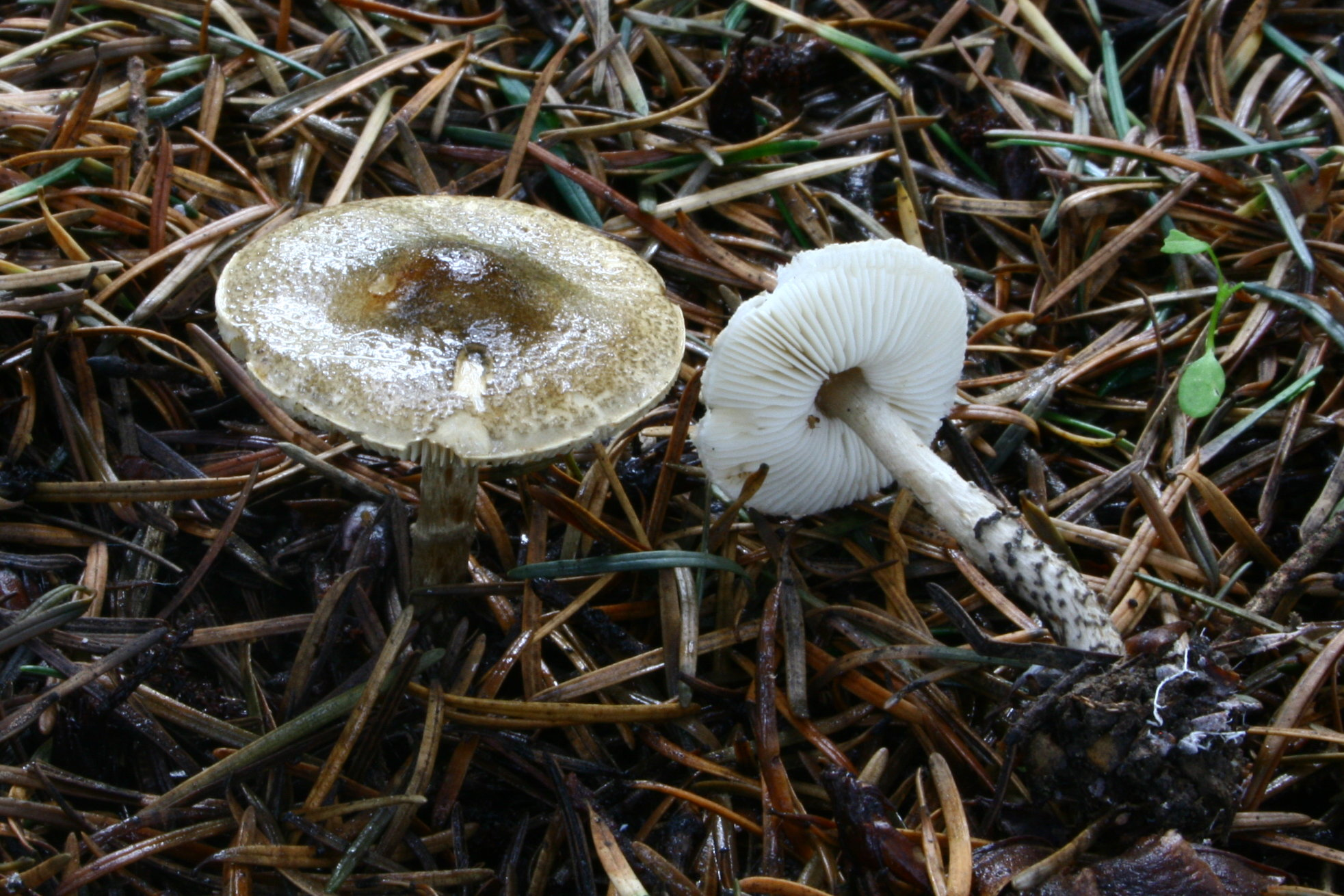
Lepiota felina
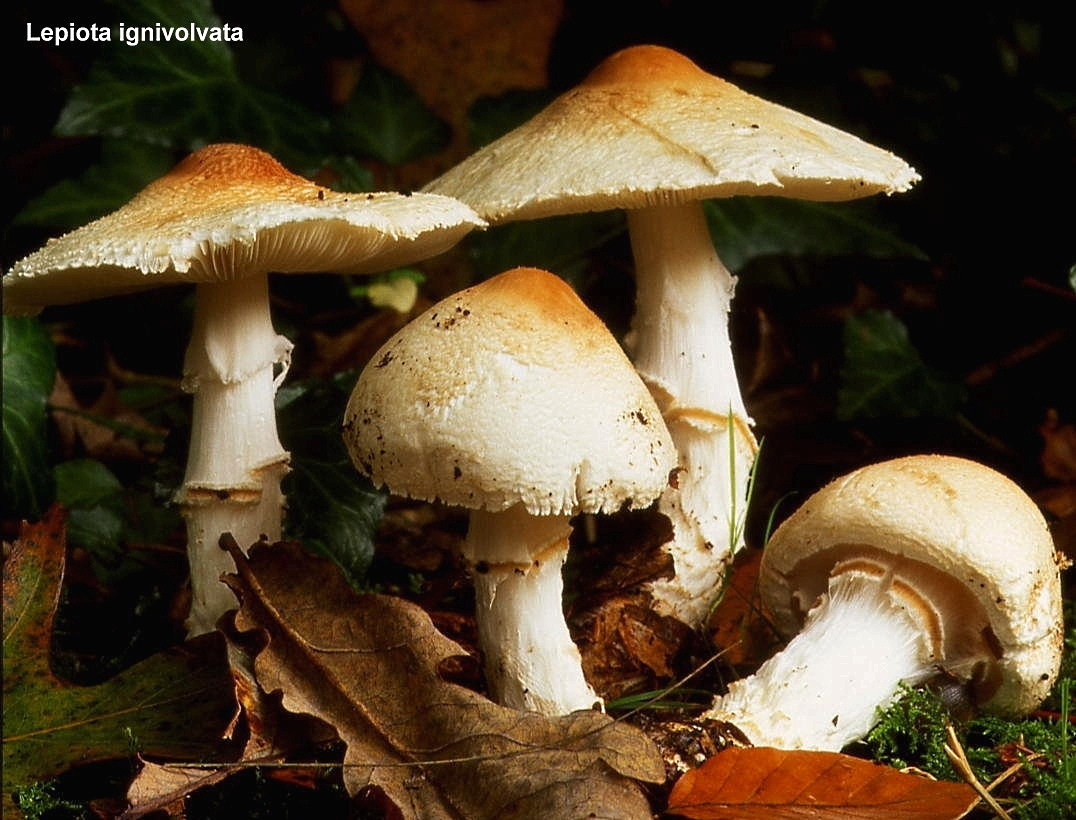
Lepiota ignivolvata
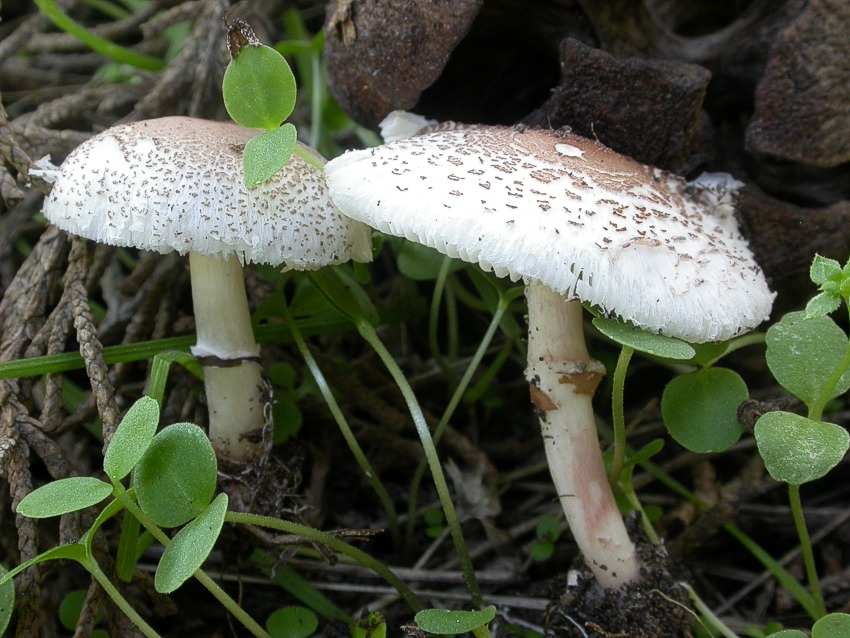
Lepiota lilacea
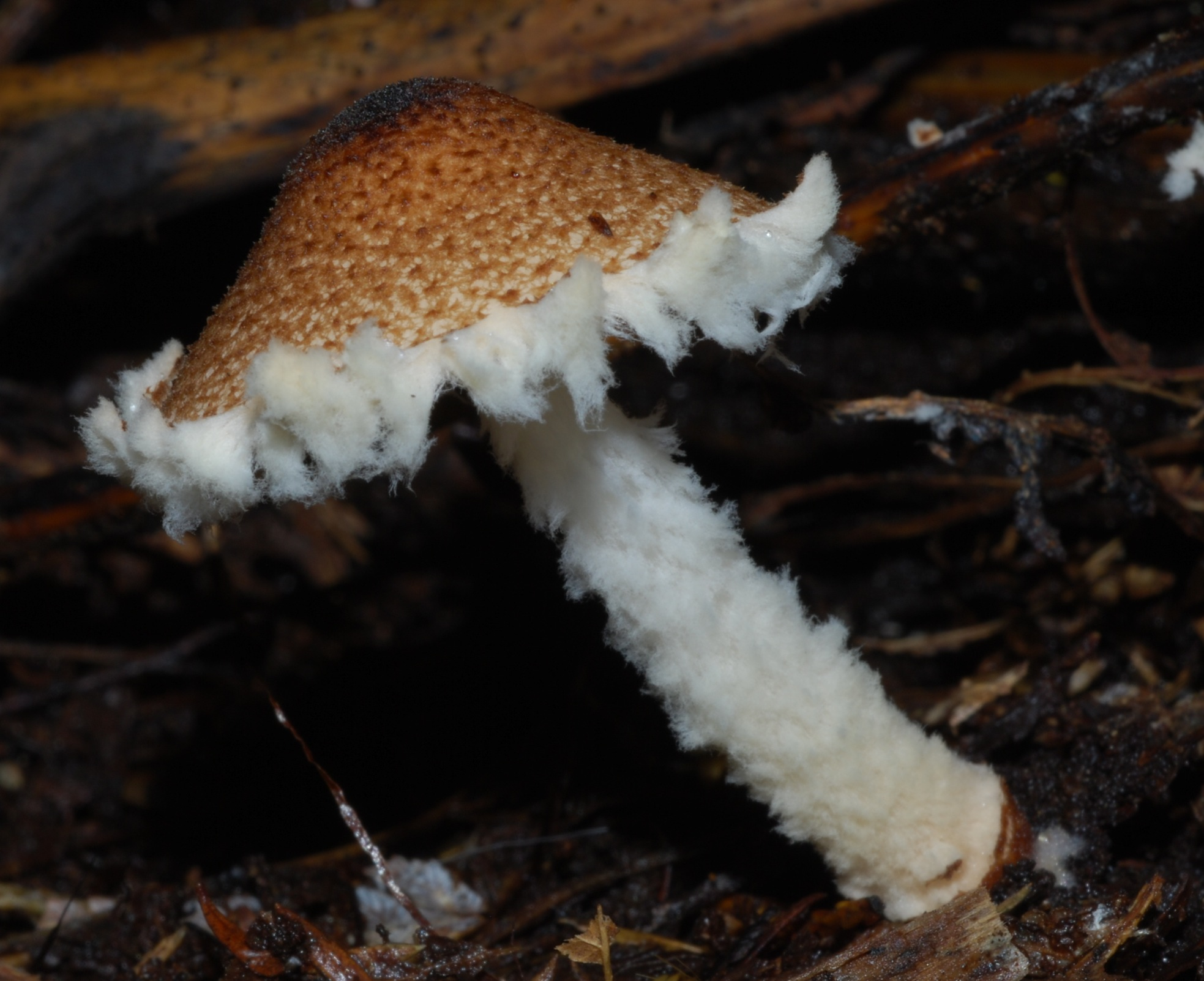
Lepiota magnispora
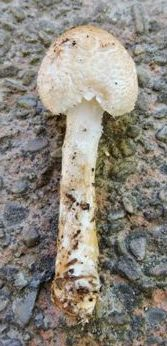
Lepiota ochraceodisca
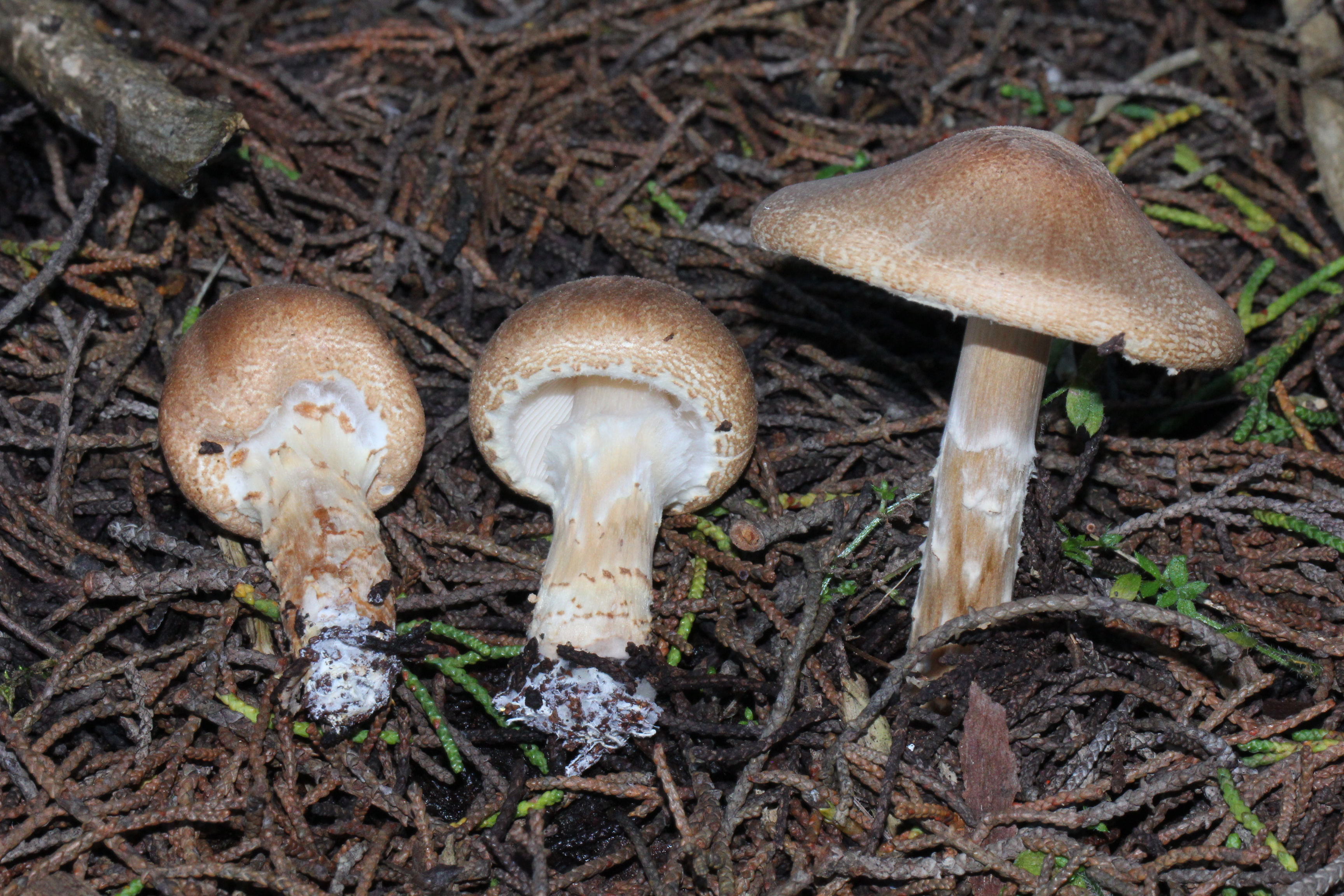
Lepiota spheniscispora
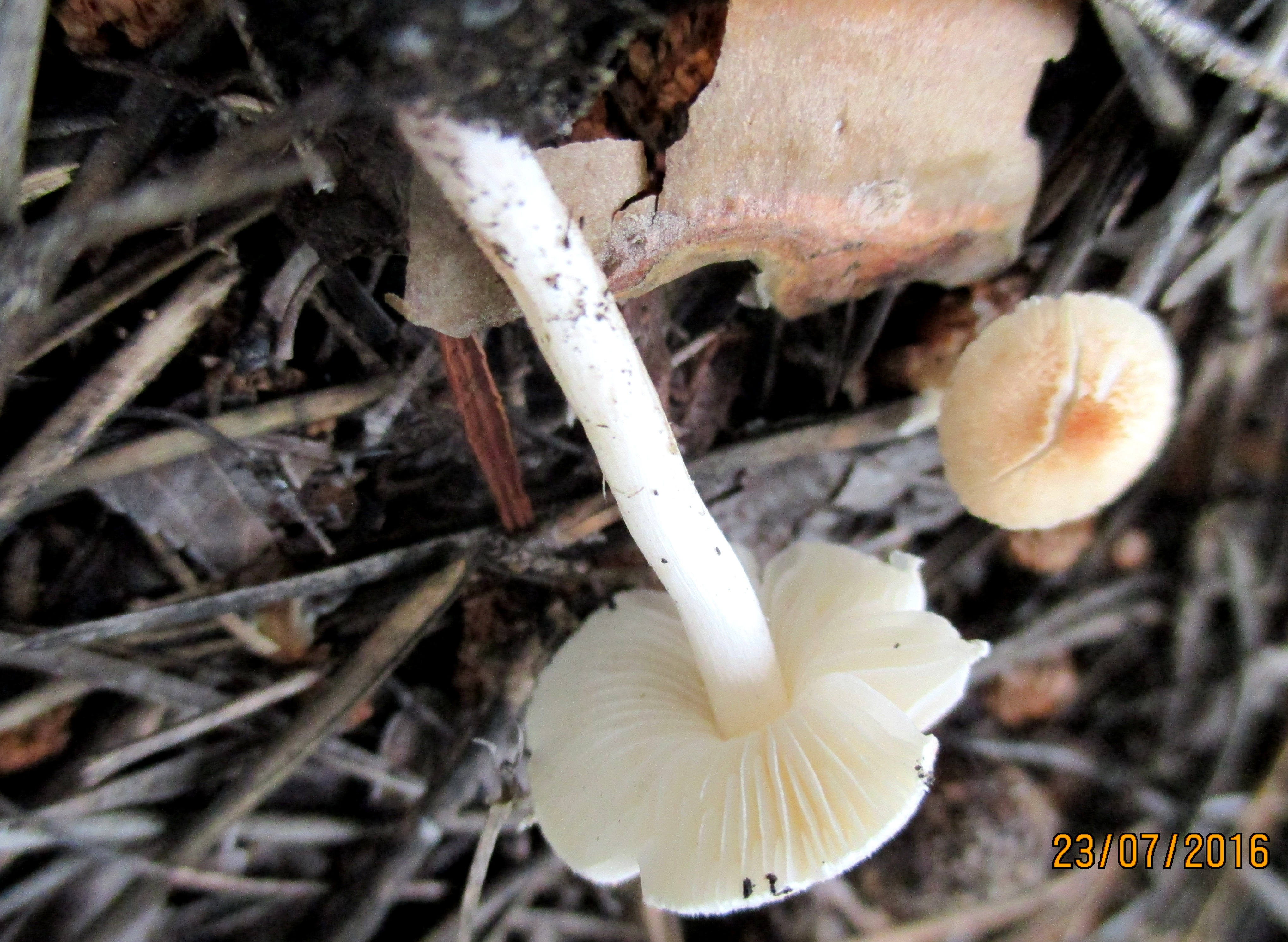
Lepiota subalba
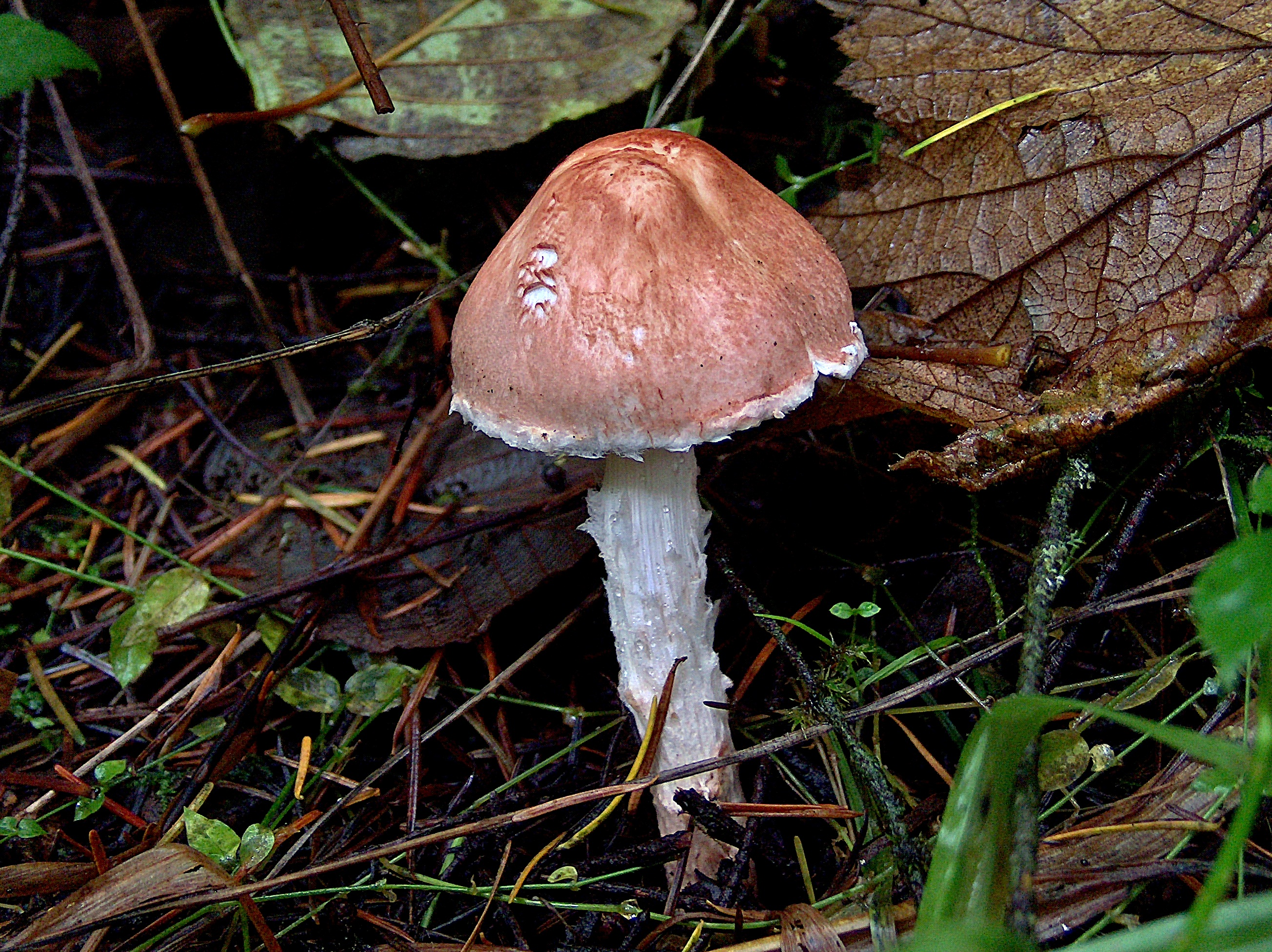
Lepiota subincarnata

## Liste des espèces présentes en France
Selon l'INPN :

## Ensemble des espèces acceptées
Liste des espèces selon GBIF (9 octobre 2021) :